# Migas minor
Migas minor är en spindelart som beskrevs av Wilton 1968. Migas minor ingår i släktet Migas och familjen Migidae. Inga underarter finns listade i Catalogue of Life.